# Molnár István (főispán)
Parnói Molnár István (Parnó, 1825. augusztus 20. – Sátoraljaújhely, 1907. február 19.) Zemplén vármegye főispánja, országgyűlési képviselő. Molnár Viktor főispán édesapja.

## Élete
Molnár István és Vitéz Anna földbirtokos szülők fia. Középiskoláit és a jogot Kassán és Pesten végezte 1847-ben, amikor Zemplén vármegye tiszteletbeli jegyzője lett. 1848-ban mint közember lépett a honvédek sorába és a 13. honvédzászlóaljban századosi rangra emelkedett. A világosi fegyverletétel után Törökországba menekült; 1850-ben azonban visszatért, besorozták közkatonának, majd megszabadult a katonaságtól és kelecsényi magányában teljesen visszavonultan élt és gazdálkodott. 1860. december 19-én mint terebesi főszolgabíró tagja lett a megyei tisztikarnak és szolgált a provizóriumig, 1861 végéig, midőn az egyéves tisztikar és vele együtt ő is leköszönt.
Az alkotmányos éra bekövetkezése után a minisztérium szervezésekor 1867-ben a vallás- és közoktatási minisztériumhoz osztálytanácsossá nevezték ki. 1873-ban pedig a honvédelmi minisztériumhoz miniszteri tanácsossá léptették elő és e minőségben a Liptó-rend lovagkeresztjével tüntették ki. 1869-től 1875-ig mint kormánypárti képviselő Zemplén megye terebesi kerületét képviselte az országgyűlésen. Mint miniszteri tanácsos 1882-ig szolgált, midőn Zemplén megye főispánjává, majd az ujjá szervezett főrendiházba taggá nevezték ki. A naplóbíráló bizottság tagja volt. Főispáni állásától 1901-ben vált meg.
1855-ben házasodott meg, nőül vette Nyéky Leonát. Leányát, Molnár Gizellát Wekerle Sándor későbbi miniszterelnök vette el. Fia, Molnár Viktor országgyűlési képviselő és temesi főispán bárói rangra emelkedett.